# Srednje brončano doba u Sloveniji
U srednje brončano doba u Sloveniji više ne postoji kontinuitet kakav je postojao između bakrenoga doba i ranog brončanoga doba. Sojenička naselja na Ljubljanskom barju u srednje brončano doba nisu više aktivna, što ne čudi s obzirom na to da niti najpoznatiji švicarski sojenički kompleksi ne kontinuiraju u srednje brončano doba, premda se u sojenicama opet živi u kasno brončano doba.
U Sloveniji se formiraju dva različita kulturna prostora:
- zapadni – ograničen na krajnju zapadni rub Slovenije, spada u sklop kašteljerske kulture
- istočni – u središnjem i istočnom dijelu Slovenije, spada u sklop srednjeeuropske kulture grobnih humaka

Dakle, niti jedan od ta dva kulturna prostora nema svoje središte u Sloveniji.

## Naselja
Od naselja najvažnija je svakako Brinjeva Gora. Naselje se javlja već iu licenskoj fazi i traje do starijeg željeznoga doba. Uz naselje se nalaze i nekropole.
Naselja su dva osnovna tipa: nizinska i visinska.

## Način pokopa
Na Brinjevoj Gori otkopan je grobni humak s 5 skeletnih ukopa od kojih 2 imaju priložene igle s diskastom glavicom. Taj humak jasno učvršćuje područje srednje Slovenije u krug srednjeeuropske kulture grobnih humaka. Pod humkom je pronađeno 5 grobova odraslih osoba: 1 grob bio je u sredini, a ostali su bili poredani radijalno uokolo, u jugoistočnom dijelu humka. Grobovi su bili obloženi i pokriveni kamenjem, a i sam humak je bio obložen vijencem od kamena. Samo u jednom grobu nađeni su prilozi: dvije igle koje označavaju žensku nošnju (muškarci nose 1 iglu). Treća pronađena igla najvjerojatnije je pripadala uništenom grobu u sredini. Najbolje paralele takvom načinu ukopa nalazimo u istočnom dijelu donje Austrije, Gradišću i zap. Mađarskoj. Osobitost brinjogorskog humka je grupni ukop, a i vijenac od kamena je rijetkost. Grobovi pripadaju početku srednjeg brončanoga doba (B 1), kako očituju igle koje povezuju nalaze sa srednjoeuropskom kulturom grobnih humaka, odakle se ona širi na istok u karpatsku kotlinu i na zapad, u alpski prostor.
Još karakterističniji je grob iz Vrhnike. Sastav nalaza: mač, sjekira, igla, keramika – standardan je u grobovima srednjeeuropske kulture grobnih humaka. Najdragocjeniji je mač koji pripada grupi Povegliano II – Joševa, koja nije tako jedinstvena kao grupa Sauerbrunn – Boiu. Mač iz Vrhnike nadovezuje se na podunavske primjerke, pa tamo treba tražiti njegov uzor, tj. putove kojima su mikenski utjecaji koji su doprinijeli stvaranju tog tipa mača, dolazili u istočne Alpe.

## Metalno oružje i oruđe
Brinjogorska igla iz Br B1 je srodna nalazima srednjeg Podunavlja, što očituje jasne kulturne veze.
Mač iz Iga se drškom nadovezuje na kasne Boiu mačeve (Boiu II) ali mu je oštrica mlađa, slična mačevima za udar, ali je kraća.
Mač iz Drnova stoji u razvojnoj liniji mikenskih mačeva. Oni preko balkana stižu u srednju Europu i u srednje brončano doba postaju prototipom mačeva iz porodice tipa IB po Sprockhoffu tj. Hammer po Schaueru.
Nasuprot tome, mač iz Žlebića i drugi govore o afirmiranom srednjeeuropskom tipu, kod kojeg je porijeklo iz tipa Sauerbrunn – Boiu već izbrisano. 
Svi ti mačevi idu u Br C.

## Keramoprodukcija
Najvažnija keramička forma na Brinjevoj gori je vrč s grbom, koji je oblikovno u vezi s licenskom keramikom. Iz istog vremena su i brojne zdjele sa široko izvijenim ušćem koje se nadovezuju na oblike virovitičke kulture, koje je u Virovitici i Sirovoj Kataleni Ksenija Vinski Gasparini definirala kao najstariju fazu kulture polja sa žarama na tlu sjeverne Hrvatske, s izvorištem u srednjem brončanome dobu srednjeg Podunavlja i Transdanubije.

## Kašteljerska kultura
Slovenska obala i zaleđe samo su krajnji sjeverni dio kulturnog prostora koji svoje središte ima u Istri. Teško je odrediti dokle je u Sloveniji dopirala kašteljerska kultura: na sjever je to do Furlanije (Čedada), ali nije jasno koliko duboko ide u unutrašnjost. Istraživanja oko Trsta datiraju početak kašteljerske kulture u srednje brončano doba.
Ostaci srednjebrončanodobnih gradina uglavnom leže ispod željeznodobnih nadgradnji. Pokapanje se vršilo u grobnim humcima koji leže po uzvisinama. Uvijek su građeni od kamena, a uglavnom imaju jedan skeletni grob okružen kamenim pločama.

## Zaključak
Arheološki materijal je zasad skroman, a opseg istraženosti slab. Ljubljanska kultura svojom licenskom fazom nastavlja živjeti u rano brončano doba, ali u srednje brončano doba zamire. Veći dio slovenije živi u sklopu srednjeeuropske kulture grobnih humaka, što dokazuju nalazi iz Brinjeve gore i Vrhnike.
Kulturne veze upućuju na Alpe i srednje Podunavlje, a mačevi iz vrhnike i Drnovog na utjecaje mediteranskog prostora, koji idu preko balkana u podunavlje, te preko Jadrana u svjevernu Italiju. Iz Slovenskog prostora izdvajaju se jedino zaleđe uz Koper i Trst, gdje postoje kašteljeri koji traju do u kasno brončano, pa i željezno doba.